# 三重県道15号久居美杉線

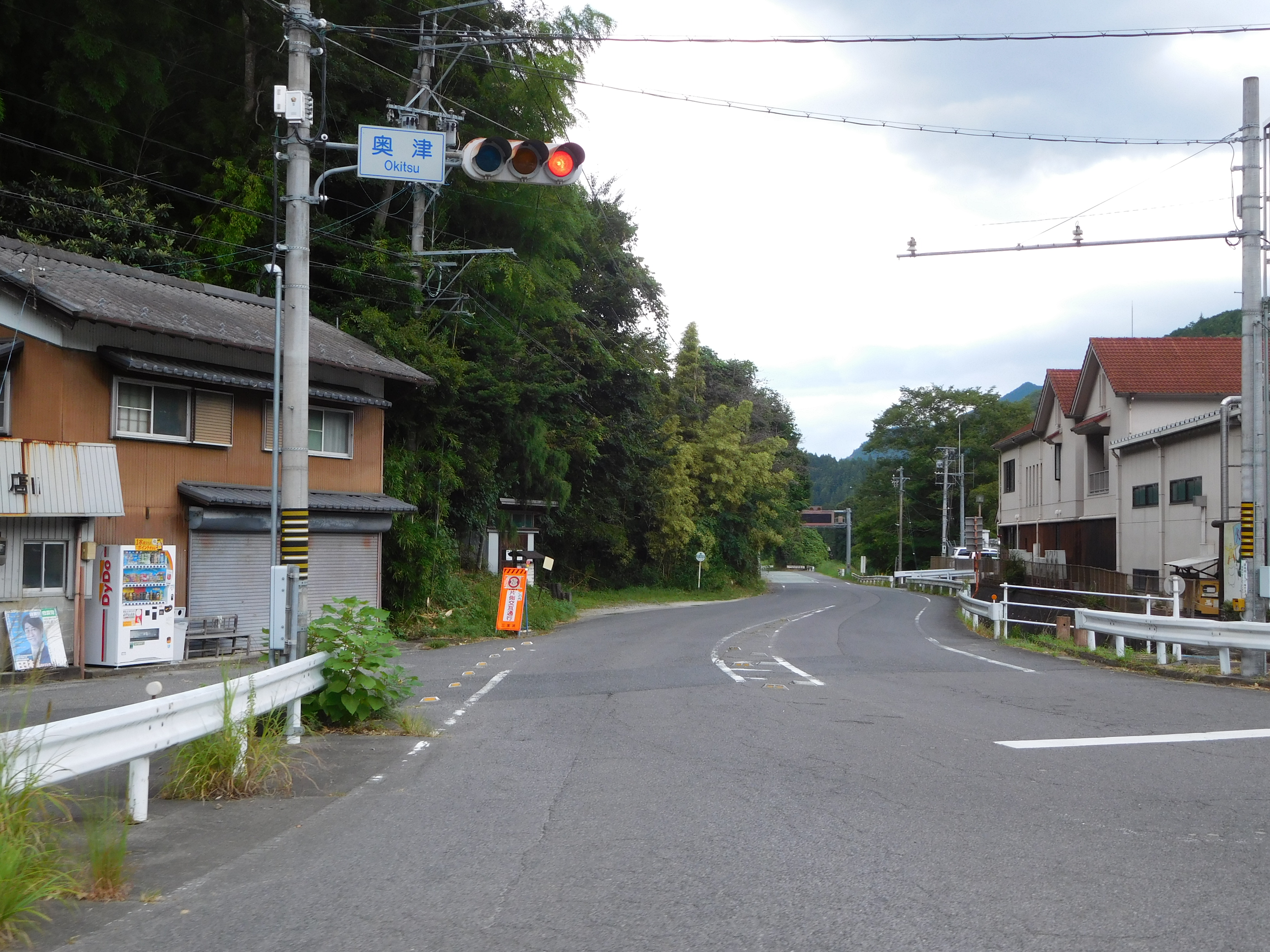
終点

三重県道15号久居美杉線（みえけんどう15ごう ひさいみすぎせん）は、三重県津市を通る全長34kmの主要地方道（三重県道）である。

## 概要

### 路線データ
2016年（平成28年）4月1日現在。
- 起点：津市久居射場町1番1[1][4]（明神町西交差点）
- 終点：津市美杉町奥津字セコハ923番2地先[1][4]（奥津交差点）
- 総延長：34.2092km[1]
- 実延長：34.2092 km[1]
- 重用延長：0.0m[1]
- 橋梁：73本（総延長：1.3301m）[1]
- トンネル：3本（総延長：1.3680 km）[1]

## 歴史
- 1955年（昭和30年） - 3月1日に奈良県道4号主要地方道久居家城榛原線としてに奈良県道に指定され、3月8日に三重県道17号主要地方道久居家城榛原線として三重県道に指定された[5]。
- 1974年（昭和49年）11月12日 - 奈良県内の全区間と県境から三重県一志郡美杉村奥津（当時）までの区間が国道369号に昇格。
- 1976年（昭和51年）4月1日 - 建設省（現・国土交通省）から、県道久居家城榛原線の一部を久居美杉線として主要地方道に再指定。
- 1977年（昭和52年）
  - 3月18日 - 国道369号の指定から外れた区間をもって三重県道15号久居美杉線として三重県道に再指定された[2]。
  - 3月29日 - 奈良県が県道久居家城榛原線を廃止。
- 1993年（平成5年）5月11日 - 建設省から、県道久居美杉線が久居美杉線として主要地方道に再指定される[6]。

## 路線状況

### 別名
- 伊勢北街道（津市）

### 重複区間
- 三重県道29号松阪青山線（津市白山町南家城 - 津市美杉町竹原）

### 主な道路構造物
小戸木橋
津市久居小戸木（こべき）町にある一級河川雲出川に架かる橋。
井生跨線橋・一志白山トンネル
津市一志町井生と同市白山町川口を結ぶ跨線橋とトンネル。2006年（平成18年）11月17日開通。跨線橋は63m、トンネルは479mで、踏切を越えずに通行することができるようになった。
須渕バイパス
津市美杉町八知にある、大野大橋・須渕トンネル（663m）・鎌倉トンネル（226m）等からなるバイパス道路。雲出川沿いの屈曲路が直線化した。2006年（平成18年）3月29日開通。

### 交通規制
この道路は以下の区間で降水量による交通規制が定められている。
津市一志町井関 - 津市一志町大仰 (2.0 km)
時間雨量：35mm/hまたは連続雨量：120mm
津市美杉町大野 - 津市美杉町小西 (1.7 km)
時間雨量：35mm/hまたは連続雨量：120mm

### 利用状況
交通量
| 地点           | 平日12時間 | 平日12時間 | 平日24時間 | 平日24時間 |
| 地点           | 2005年度   | 2010年度   | 2005年度   | 2010年度   |
| 津市一志町田尻 | 11,143台   | 10,299台   | 15,043台   | 13,492台   |
| 津市白山町川口 | 6,177台    | 6,062台    | 8,030台    | 8,062台    |
| 津市美杉町竹原 | 4,566台    | 4,033台    | 5,981台    | 5,283台    |
| 津市美杉町八知 | 1,525台    | 1,502台    | 1,998台    | 1,968台    |

## 地理

### 通過する自治体
- 津市

### 交差する道路
- 国道165号・三重県道55号久居河芸線（起点）
- 三重県道24号松阪久居線（津市久居中町（中町交差点）
- 三重県道67号一志嬉野線（津市一志町庄村）
- 三重県道503号一志出家線（津市一志町田尻）
- 三重県道58号松阪一志線（津市一志町田尻（田尻交差点）
- 三重県道43号一志美杉線（津市一志町井関・井関交差点、三重県道666号八知下多気一志線起点）
- 三重県道549号石橋停車場線（津市一志町井生（いう）
- 三重県道663号二本木御衣田線（津市白山町川口）
- 三重県道28号亀山白山線（津市白山町川口）
- 三重県道580号白山小津線・三重県道664号垣内御城線（津市白山町川口（関ノ宮交差点）
- 三重県道29号松阪青山線（津市白山町南家城）
- 三重県道29号松阪青山線（津市美杉町竹原）
- 三重県道39号青山美杉線（津市美杉町八知）
- 三重県道667号太郎生伊勢八知停車場線（津市美杉町八知）
- 三重県道666号八知下多気一志線（津市美杉町八知）
- 国道368号（国道369号・国道422号重複） 伊勢本街道（終点）

### 沿線にある施設など
- 三重県久居庁舎
- 久居インターガーデン
- コメリ久居店
- 津市立誠之小学校
- 三重県立久居農林高等学校
- 近鉄大阪線川合高岡駅
- JR名松線
  - 伊勢大井駅
  - 伊勢川口駅
  - 関ノ宮駅
  - 伊勢八知駅
  - 比津駅

- 津市立
  - 高岡小学校
  - 大井小学校
  - 川口小学校
  - 美杉中学校
  - 美杉小学校
- リバーパーク真見
- 美杉リゾート
  - ファイアーバレイ
- 津市役所美杉総合支所

## 参考資料
- 『県別マップル24 三重県道路地図』（昭文社、2009年3版1刷発行、ISBN 978-4-398-62474-1 、4,46,47,49,50,67ページ）
- 『路線認定調書 平成28年4月1日』三重県、2016年、94頁。